# Cardinale inaccessibile
In teoria degli insiemi, un numero cardinale {\displaystyle \aleph _{\alpha }} si dice inaccessibile se:
- {\displaystyle \aleph _{\alpha }} non è un cardinale successore (ovvero {\displaystyle \alpha } non è un ordinale successore)
- {\displaystyle \aleph _{\alpha }} è regolare, ovvero data una famiglia di cardinali {\displaystyle \{K_{i}\}_{i\in I}}, si ha:

{\displaystyle K_{i}<\aleph _{\alpha },|I|<\aleph _{\alpha }\Rightarrow \sum _{i\in I}K_{i}<\aleph _{\alpha }}
- {\displaystyle \beta <\aleph _{\alpha }\rightarrow 2^{\beta }<\aleph _{\alpha }}

Questi requisiti sono soddisfatti da {\displaystyle \aleph _{0}}: l'unione di finiti insiemi finiti è sempre un insieme finito, così come l'insieme potenza di un insieme finito è sempre finito.
Però oltre {\displaystyle \aleph _{0}} non si conosce nessun cardinale che soddisfi questi requisiti. Anzi, si può dire di più.
Si può infatti dimostrare che se esistesse un qualsiasi cardinale inaccessibile {\displaystyle K} maggiore di {\displaystyle \aleph _{0}}, allora {\displaystyle V_{K}} sarebbe un buon modello per la ZF, dove {\displaystyle V_{i}} è l'{\displaystyle i}-esimo elemento della gerarchia di Von Neumann; dimostrare che un tale cardinale inaccessibile esiste equivarrebbe a dimostrare che esiste un modello per la ZF, ovvero a dimostrare la coerenza di ZF.
D'altronde, il secondo teorema di incompletezza di Gödel stabilisce che la coerenza di ZF non può essere dimostrata all'interno della ZF stessa; da ciò deriva che l'esistenza di un cardinale inaccessibile maggiore di {\displaystyle \aleph _{0}} non è decidibile all'interno della ZF (su cui si basa la costruzione formale di tutta la matematica moderna).
Riassumendo in formule:
{\displaystyle ZF\vdash \left[(V_{\alpha }\vDash ZF)\Leftrightarrow (\exists \alpha {\text{ cardinale inaccessibile}}>\aleph _{0})\right]\Rightarrow ZF\not \vdash (\exists \alpha {\text{ cardinale inaccessibile }}>\aleph _{0})}